# Furore (maison d'édition)
Pour les articles homonymes, voir Furore (homonymie).
Furore est une maison d'édition allemande d'ouvrages de musique classique fondée en 1986 à Cassel par l'économiste Renate Matthei (de).
L'entreprise est le premier éditeur au monde à se consacrer exclusivement aux compositrices. Elle publie les œuvres de plusieurs dizaines de compositrices ainsi que des ouvrages sur les femmes dans les domaines de la musique, de l'art et de l'histoire culturelle. Elle vend des CD d’enregistrements musicaux sur le label Salto Records International. Le catalogue actuel contient plus de 1 100 œuvres d'environ 160 femmes musiciennes d'Europe, d'Amérique, d'Asie et d'Australie sur la période de création musicale allant du XVIe siècle à l'époque contemporaine. Elle publie plus particulièrement le vaste travail de Fanny Hensel, la sœur de Felix Mendelssohn, notamment l'édition du cycle de piano Das Jahr. Outre un jeu de partitions publié pour la première fois en 1989, le fac-similé de cette œuvre, qui n’a été diffusée qu'en 1997, a été intégré au programme de l’édition depuis 2000. L'entreprise génère environ la moitié de son chiffre d'affaires annuel à l'étranger, notamment aux États-Unis, en Suisse et en France.
L'éditeur a reçu cinq fois le prix allemand de la meilleure édition musicale (de) « Best Edition » pour des éditions musicales suivantes :
- 2015 : l'édition en deux volumes de Mund auf statt Klappe zu!, chansons du mouvement international des femmes[1],
- 2010 : Ausgewählte Lieder de Josephine Caroline Lang,
- 2006 : 25 plus piano solo, édition anniversaire,
- 2002 : l'édition fac-similé Das Jahr de Fanny Hensel,
- 1996 : Ton-Zeichen de la compositrice de Darmstadt Barbara Heller (de).